# Mandip Gill
Mandip Gill es una actriz inglesa, más conocida por haber interpretado a Phoebe McQueen en la serie Hollyoaks y a Yasmin Khan en la serie Doctor Who.

## Biografía
Estudió BA Hons Acting en la Universidad de Central Lancashire (UCLan) en Preston, Lancashire.

## Carrera
El 17 de enero de 2012, se unió al elenco de la serie británica Hollyoaks, donde interpretó a Phoebe McQueen hasta el 16 de junio de 2015.

## Filmografía

### Series de televisión[3]
| Año               | Título                  | Personaje      | Notas                  |
| ----------------- | ----------------------- | -------------- | ---------------------- |
| 2018 - actualidad | Doctor Who              | Yasmin Khan    | Temporada 11, 12 y 13  |
| 2017              | The Good Karma Hospital | Padma Kholi    | 2 episodios            |
| 2016              | Doctors                 | Shazia Amin    | 5 episodios            |
| 2016              | Cuckoo                  | Lauren         | episodio "The Holiday" |
| 2012 - 2015       | Hollyoaks               | Phoebe McQueen | 242 episodios          |

### Películas
| Año  | Título           | Personaje        | Notas |
| ---- | ---------------- | ---------------- | ----- |
| 2020 | The Flood        | Reema            | -     |
| 2011 | Honor            | Sabrina Mohammed | corto |
| 2010 | Snapshot Wedding | Novia            | -     |

### Teatro
| Año        | Obra                                  | Personaje    | Directores (as)                 | Teatro           | Notas |
| ---------- | ------------------------------------- | ------------ | ------------------------------- | ---------------- | ----- |
| 2010, 2011 | Crystal Kisses                        | Ally         | Benji Reid                      | Contact Theatre  | -     |
| 2010       | Remember Me                           | Jessica      | Sarah Meadows                   | -                | -     |
| 2010       | Not In My Name                        | A'ishah/Hana | Marie McCarthy & Alice Bartlett | Theatre Veritae  | -     |
| 2009       | The Secret Life of John Cooper Clarke | Jools        | Tom Wilson                      | Naloxone Theatre | -     |
| 2009       | Natural Breaks and Rhythm             | DJ Cold      | Terence Mann & Darren Tunstall  | -                | -     |
| 2008       | The Crucible                          | Tituba       | Helen Tolson                    | -                | -     |
| 2008       | King Lear                             | Cordelia     | Darren Tunstall                 | -                | -     |
| 2008       | Penthesilea                           | Meroe        | Mark Whitelaw                   | -                | -     |
| 2008       | The Proposal                          | Natalia      | Terence Mann                    | -                | -     |
| 2007       | The Cherry Orchard                    | Varya        | Dean Taylor                     | -                | -     |
| 2006       | The Tempest                           | Ariel        | Helen Tolson                    | -                | -     |